# Роберт Домани
Роберт Домани (хрв. Robert Domany; Ораховица, код Осијека, 16. март 1908 — Личка Јесеница, 3. април 1942) био је учесник Шпанског грађанског рата и Народноослободилачке борбе и народни херој Југославије.

## Биографија
Рођен је 16. марта 1908. године у Ораховици, код Осијека. Пре рата студирао је на Техничком факултету у Загребу.
Још на студијама је приступио револуционарном омладинском покрету. Године 1937. је примљен у чланство Комунистичке партије Југославије. 
Исте, 1937. године, отишао је у Шпанију, где се у редовима интернационалних бригада борио против фашизма. Већ од првог дана показао је на ратиштима Шпаније изузетну храброст и војничку спремност, и напредовао до чина артиљеријског капетана Републиканске армије. Крајем 1937. године постаје командир батерије у Другом дивизиону тешке артиљерије „Шкода“, који је био у саставу 21. корпуса, а почетком 1938. у саставу је 45. дивизије.
У пролеће 1938. године, пребачен је с дивизионом на Арагонски фронт, где је непријатељ концентрисао знатно веће снаге због наступања према морској обали. У огорченим борбама непријатељ је, захваљујући великој надмоћности своје артиљерије и авијације, успео да потисне републиканске снаге, уз обострано велике губитке. Други дивизион се истакао у борбама под Москитом де Харку, када је батерија, под командом Роберта Доманиа, ватром зауставила напад фашистичког батаљона и нанела му осетне губитке. У наступању према Валенцији и уз морску обалу од Винароса до Кастељона де ла Плате, у огорченим борбама које су вођене нарочито на комуникацији Теруел-Валенсија, фашистичке снаге су долазиле тако близу да га је артиљерија дивизиона могла тући непосредним гађањем.
У мају 1938. године, за команданта Другог дивизиона „Шкода“ био је постављен Коча Поповић, а после његовог рањавања, у јулу 1938, командант дивизиона је постао Роберт Домани, који се прославио као командир батерије „Лиебкнецхт“, и стекао славу као артиљеријски стручњак. Као командант дивизиона је остао до повлачења припадника интернационалних бригада из Шпаније. После доласка у Француску, интерниран је у логор Верне, где остаје до 1940. године, када се с осталим Југословенима јавља за рад у Немачку, надајући се да ће се тако лакше пребацити у домовину.
У Немачкој се Роберт запослио у граду Десау, у фабрици авиона „Јункерс“. Неопрезношћу једног друга, Гестапо је открио групу од двадесет југословенских шпанских добровољаца, међу којима су, поред Роберта, били - Коста Нађ, Данило Лекић, Отмар Креачић и Душан Кведер. Они су, у пролеће 1941, одведени у концентрациони логор Брауншвиг, где су били месец дана подвргнути нацистичкој тортури. После тога, били су враћени на рад у фабрику, с образложењем „да Немци поштују уговор о раду“, али да су били у логору да виде „шта их чека ако се буду бавили политиком“.
Преко тада већ успостављеног канала за повратак Шпанских добровољаца у Југославију, Роберт се враћа у Загреб, и одмах се укључује у припреме за подизање устанка. У августу 1941. године је радио на организовању партизанских јединица на Кордуну, користећи искуство које је стекао у Шпанији. Убрзо је постављен за команданта Другог кордунашког партизанског одреда. Са својим одредом се истакао у многим борбама, а нарочито код Слуња, Војнића, Вељуна и Плашког.
Роберт Домани је погинуо као жртва издаје. Један вод Треће чете Трећег батаљона Другог одреда је пришао четницима, па су је тада на превару разоружали. Тада се с Трећом четом налазио и командант Одреда Роберт, којег су четници исте ноћи, заједно с политичким комесаром Трећег батаљона Бранком Латасом, командиром и политичким комесаром Треће чете Стевом Чутурилом и Адолфом Штајнбергером, убили код Личке Јесенице, 3. априла 1942. године.
Да се не би пронашла њихова тела, бачени су у јаму Балинка, дубоку око 360 метара. Тек 1966. године енглеска спелеолошка екипа је пронашла њихове остатке па су сахрањени у заједничкој гробници у Плашком.
Указом председника Федеративне Народне Републике Југославије Јосипа Броза Тита, 24. јула 1953. године, проглашен је за народног хероја.